# Monster Media
Monster AS — норвежская продюсерская группа, производящая фильмы, рекламу и телепрограммы. Она была основана Олавом Оеном, Трондом Квернстремом и Эдвардом Драйером в конце 2001 года и активно работала на рынке с начала 2002 года.
В мае 2023 года было объявлено, что компании Monster и Fremantle объединятся в одну компанию и что новая компания сохранит название Monster. Генеральным директором компании является Ингвильд Дааэ.
Monster выпускает программы для норвежских и международных телеканалов, а также стоит за Gullruten, 4-звездочным ужином, Datoen и Who do you think you are?. «Монстр» получил награды за сериал об убийствах в Ордеруде и кораблекрушении «Эстония».

## Изменения в компании
В конечном итоге группа состояла из дочерних компаний Monster Entertainment и Monster Scripted, которые отвечали за фактическое производство на телевидении и в кинопроизводстве соответственно. Monster объявил в пресс-релизе в ноябре 2019 года, что компания объединит Monster, Monster Entertainment и Monster Scripted в одну компанию.
Вместе с крупнейшей финской продюсерской компанией Varesvuo Partners, датской продюсерской компанией Gong и частной инвестиционной компанией Cap-Man, Monster в 2008 году основал компанию A Nice Company как новую продюсерскую компанию Северных стран в области телевидения, кино и рекламы. Cap-Man был владельцем контрольного пакета акций компании, но в 2013 году MTG (Modern Times Group), которой также принадлежали TV3 и продюсерская компания Strix, стала новым владельцем контрольного пакета акций компании.
В 2018 году Monster и остальные телевизионные операции MTG были переданы Nordic Entertainment Group (NENT), которая была создана после того, как слияние MTG и TDC не было одобрено. В связи с переносом компания A Nice Company сменила название на NENT Studios Norway. В сентябре 2021 года Monster вместе с 11 другими продюсерскими компаниями в Скандинавии была продана компании Fremantle.
В мае 2023 года было объявлено о слиянии компаний Monster и Fremantle Норвегии и что объединенная компания будет называться Monster.